# ماريتا بلاو
ماريتا بلاو (بالألمانية: Marietta Blau)‏ (29 أبريل/نيسان 1894 - 27 يناير/كانون الثاني 1970) كانت عالمة فيزياء نمساوية.